# Езіне
Езіне (італ. Esine) — муніципалітет в Італії, у регіоні Ломбардія, провінція Брешія.
Езіне розташоване на відстані близько 490 км на північ від Рима, 100 км на північний схід від Мілана, 50 км на північ від Брешії.

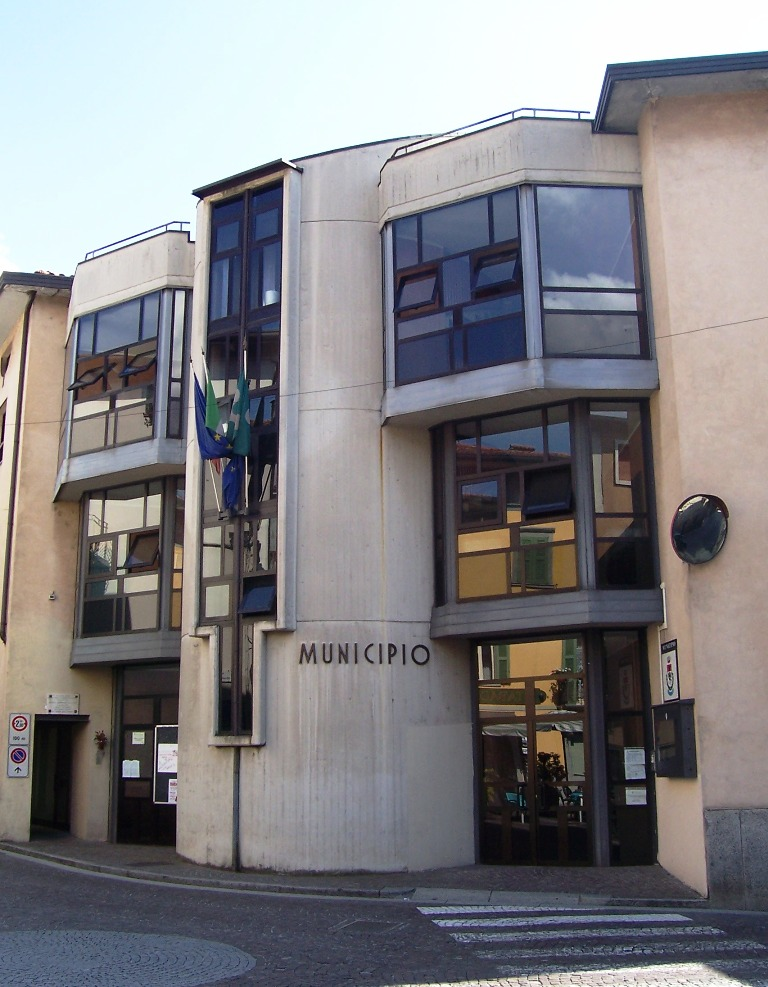

Населення — 5337 осіб (2014).

## Демографія
Населення за роками:

Станом на 1 січня 2023 року в муніципалітеті офіційно проживали 334 іноземці з 33 країн, серед них 100 громадян країн Євросоюзу та 7 громадян України.

## Сусідні муніципалітети
- Берцо-Інферіоре
- Бовеньо
- Чивідате-Камуно
- Дарфо-Боаріо-Терме
- Джаніко
- П'янконьо